# Stenoxenus aductus
Stenoxenus aductus är en tvåvingeart som beskrevs av Dippolito och Gustavo R. Spinelli 1995. Stenoxenus aductus ingår i släktet Stenoxenus och familjen svidknott. Inga underarter finns listade i Catalogue of Life.